# 陳安立
陳安立（英語：Brian Chan On Lap，1987年12月27日—），廣東潮陽人，香港男主持和演員，現為MakerVille藝人，2012年加入now TV而入行，入行前曾任模特兒及活動司儀，在MakerVille的男藝人中排名第三位。

## 簡歷
陳安立是1996年在釣魚島海域遇溺身亡的香港保釣人士陳毓祥幼子，母親劉舜卿曾是沙田區家長教師會聯會主席，胞姊陳安然為舞台劇演員。其「安立」一名由祖母所改，含有「安居立業、安身立命」的意思，而「Brian」則取自其三叔的洋名。他曾就讀浸信會呂明才小學（1999年畢業）、浸信會呂明才中學（2004年中五畢業）及保良局胡忠中學（2006年中七），2011年從香港浸會大學人文學系畢業後，參加 Now TV 舉辦的「CEO 選拔賽」總決賽，最後獲冠軍及「觀星台評審大獎」，並正式加入 Now TV。他先後在Now 101台及Now 觀星台擔任主持，2016年開始為 ViuTV 當電視節目主持，並於 ViuTV 不同劇集中演出。
2017年，陳安立不定期替《君子雜誌（香港）》撰寫專欄教授健身運動；2020年12月趁新冠肺炎疫情帶動網購潮流興起，與女友林希靈投資逾十萬建立網上節慶美食品牌「口張開」。2021年8月，他與堪輿學家七仙羽合作主持《七救星》而受到注目
。

## 演出作品

### 劇集

#### ViuTV
- 2016年：
  - 《三一如三》 飾演 King Sir
- 2018年：
  - 《身後事務所》 飾演 Tony（第11、12集）
  - 《做演藝嘅》飾演 邢俊
- 2019年：
  - 《詭探前傳》 飾演 徐伯強（八爺）[14]
  - 《婚內情》 飾演 Markus（第1集）
  - 《仇老爺爺》飾演 陳高大
  - 《娛樂風雲》飾演 邢俊
- 2021年：
  - 《無限斜棟有限公司》 飾演 Rocky（第9集）
- 2022年：
  - 《冥冥之中》飾演 子健
  - 《季前賽》 飾演 陳國秋
- 2023年：
  - 《社內相親》飾演 李民宇
- 2024年：
  - 《飛黃騰達》飾演 歐陽睿
  - 《無人之境》飾演 Buzz

#### 福斯傳媒集團
- 2019年：《心冤》 飾 陳宏志

#### 香港電台
- 2023年: 《不再盤旋只因你》 飾 Brian

### 網絡劇集
- 2018年：《向西聞記》 飾 Lucas
- 2019年：《性敢中環》飾 Burberry 男

### 電影
- 2014年：《Delete愛人》 飾 公司職員
- 2015年：《沒女神探》 飾 Brian

### 演出節目

#### ViuTV
- 2017年：《歌度有…》 （第7集演出）
  - 《譚校長·談欣賞》（第4、6集演出）
  - 《超低能特攻隊》（第1至5集嘉賓）
- 2018年：《晚吹 — Trip精》（第31集嘉賓）
  - 《Good Night Show 全民星戰》（參賽者）
- 2020年：《Show肌》（「Agent Muscle」）[15][16]
- 2022年：《你是我的後援會》（第9、10集嘉賓）
- 2023年：《Viu Chat》（第11集嘉賓）
- 2025年：《公司逼我打籃球》

### 主持節目

#### Now 觀星台
- 《102觀星總部》
- 《男極觀星團》
- 《大世路》
- 《豪玩郵戲王》

#### Now 101台
- 《Lifetival》

#### ViuTV
- 2016年：
  - 《區區有樂》
  - 《體育係…》
  - 《G-1格鬥會》
  - 《學嘢》（第1至2集）
  - 《藝術進行中》
- 2017年：
  - 《ViuTV 2018》
  - 《踢拖遊海南》
  - 《P牌網購團》
  - 《職場特工》（第1至6集）
- 2018年：
  - 《前前線》
  - 《G-1格鬥會2》
  - 《世界盃稀客》
- 2020年：
  - 《今日疫情》
  - 《今晚趁熱食》
  - 《駕到西澳》
  - 《轉機 ON AIR》
- 2021年：
  - 《不一樣的節日》
  - 《ViuTV 5周年：繼續向前》
  - 《七救星》
  - 《力圖打排球》
  - 《ViuTV 2022》
- 2022年：
  - 《今日疫情》（第二季）
  - 《人去公廁 我去公廁》
  - 《食得怪 先好嗌》
  - 《兜轉卡塔爾》
- 2023年：
  - 《單車踩爆日本》
  - 《究竟煮乜賀新春》
- 2024年：
  - 《穿越阿拉伯》
  - 《食得怪 先好嗌 2》

### 音樂錄像
- 2020年：Happy Live《人馬座》

## 外部連結
- 陳安立的Facebook專頁
- 陳安立的Instagram帳戶
- 陳安立的新浪微博